# Minna Bluff

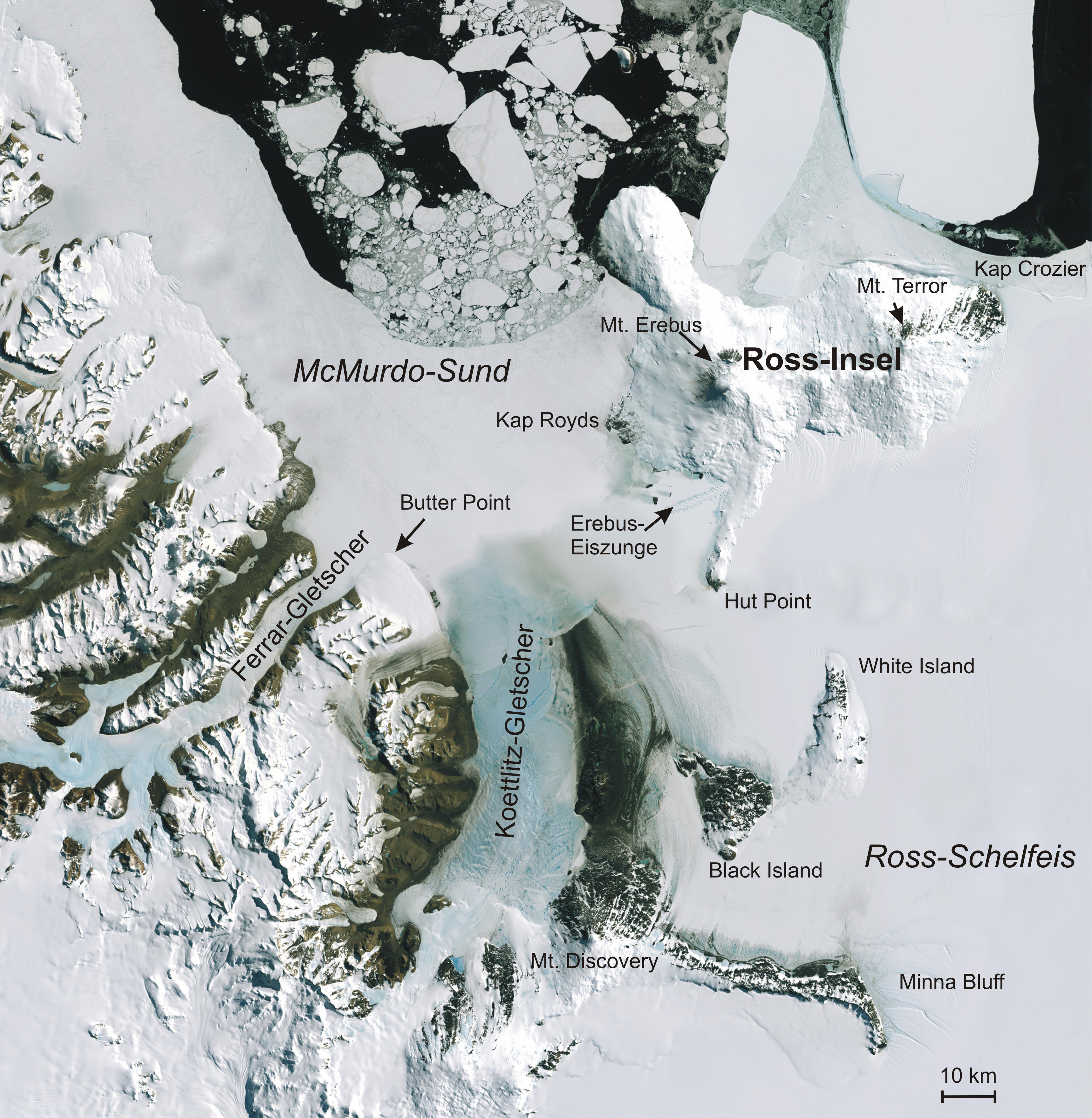
Satellitbild av Minna Bluff (nederst till höger)

Minna Bluff är en klippa vid den östra änden av en halvö i Antarktis. Den är formad som en lång, smal arm vars yttersta spets utgörs av "Minna Hook". Klippan nämns ofta i historier om resor till Antarktis och sågs första gången i juni 1902., under Kapten Scotts polarexpedition. Därefter blev den ett känt landmärke i regionen. 

## Minna Bluff Station
Det finns också en klimatstation som bär samma namn.